# Liaocheng
Liaocheng (cinese: 聊城; pinyin: Liáochéng) è una città-prefettura della Cina nella provincia dello Shandong.

## Suddivisioni amministrative
- Distretto di Dongchangfu
- Linqing
- Contea di Yanggu
- Contea di Shen
- Contea di Chiping
- Contea di Dong'e
- Contea di Guan
- Contea di Gaotang